# PATM
PATM（パトム）は、「People（ are） Allergic To Me」の頭文字を合わせた略語であり、周囲の他人に対してアレルギー反応やそれに近い反応を引き起こさせる体質または症状を呼ぶための言葉とされる。ただし医学的に検証された病名・医学用語ではない。

## 仮説

### 症状
2020年6月現在、医学的な定義はなされていない。周囲の人々がアレルギー反応やそれに近い症状を起こすといった形で認識されるとされるが、アレルギーの症状は、咳や喉の違和感、くしゃみや鼻水、鼻づまり、目や皮膚の痒みなどが挙げられるが、訴える人によって様々であり、それぞれ細かな症状や原因が別々のものである可能性がある。確立された治療法は発表されていない。

### 原因とされるもの
PATMの研究者からは皮膚ガスが原因とする説、またインターネット上などでは患者に付いたカンジダなどの常在菌が原因とする説や患者特有のタンパク質が原因とする説、衣類に付着したカビや化学物質とする説などが主張されている。
PATM患者の皮膚から発せられる皮膚ガスと呼ばれるものの中に通常は検出されない化学物質が混じっているとする結果や、通常人体から検出されにくいカビ菌が鼻腔から検出されたという結果も示されているが、根本的な部分の解明には至っていない。
東海大学理学部化学科の関根嘉香教授らの研究グループがPATMの解明に取り組んでいる。
2018年、株式会社エフシージー研究所（フジサンケイグループ）の川上裕司らが、PATMを訴える被験者に対し皮膚ガス測定、着用した肌着からの揮発性化学物質測定等を実施したところ、皮膚ガスからトルエンやキシレンなどの化学物質が対照者と比べて多く検出され、また被験者の皮膚から比較的高い放散量が認められたヘキサン、プロピオンアルデヒド、トルエンなどが着用後の肌着からも検出されたと発表している。
2023年、Scientific Reportsに掲載された東海大学の関根嘉香による論文によると、自身をPATMだと主張する日本人患者20人の皮膚ガスは健康な人に比べてヘキサノールが約12倍、トルエンが約39倍、m,p-キレシンが約4倍程度放出されていることが突き止められた。加えて、α-ピネン、β-ピネン、D-リモネン等の健康な人が発する皮膚ガスは少ない傾向にあることもわかった。これがPATMの世界初の論文となった。

## マスメディアでの認知
2018年1月31日、ダイヤモンド社『ダイヤモンド・オンライン』で取り上げられた。
2018年3月6日、日本テレビ系列で放送された『世界仰天ニュース』で、テレビ番組で初めてPATMについて取り上げられた。